# 西園寺公衡
西園寺 公衡（さいおんじ きんひら）は、鎌倉時代後期の公卿。太政大臣・西園寺実兼の子。官位は従一位・左大臣。竹林院左大臣、または竹中と号する。

## 人物像
弘安6年（1283年）に参議、権大納言、内大臣等を経て、延慶2年（1309年）に左大臣を務める。正安元年（1299年）右大臣に就き、更に父・実兼の関東申次を継ぎ、大覚寺統・持明院統問題に際して権力を振りかざす。だが、後宇多上皇に内緒で常盤井宮恒明親王擁立に動いたことで勘事を被り、大覚寺統から忌避されるようになると権力は衰えた。
朝廷守護の宝剣坂家宝剣について、『公衡公記（昭訓門院御産愚記）』（乾元二年（1303年）五月九日付）で同剣の説明及び裏書を記している。嘉元4年（1306年）、一族繁栄と自身の長寿を祈願して「不空羂索神咒心経」を書写（現在は東京国立博物館蔵、重要文化財。）し、その12日後恩赦されている。更に延慶2年（1309年）頃、これまでの一族繁栄への感謝とこれからの更なる繁栄を願って、『春日権現験記絵』（詞書鷹司基忠父子ら4人、絵高階隆兼）を制作させた。
応長元年（1311年）出家。正和4年（1315年）薨去。

## 経歴
以下、『公卿補任』と『尊卑分脈』の内容に従って記述する。
- 文永2年（1265年）1月5日、中宮御給により叙爵。
- 文永4年（1267年）2月27日、従五位上。
- 文永5年（1268年）12月16日、侍従。
- 文永6年（1269年）1月5日、大宮院の御給により正五位下。同年4月10日、左中将、25日禁色を許される。
- 文永7年（1270年）1月21日、讃岐介を兼ねる。同年9月4日、従四位下。
- 文永8年（1271年）5月7日、六条殿に行幸の奉仕により従四位上。
- 文永9年（1272年）1月5日、東二条院の御給により正四位下。
- 建治2年（1276年）1月5日、従三位。同日、中将は元の如し。また同月23日には伊予権守を兼ねる。
- 建治3年（1277年）1月29日、正三位。
- 弘安6年（1283年）3月28日、権中納言。同年9月8日には従二位。
- 弘安7年（1284年）正二位か。
- 弘安8年（1285年）、左衛門督を兼ねるか。同年8月19日、皇后宮権大夫を兼ねる。
- 弘安10年（1287年）1月13日、検非違使別当。同年11月16日、左衛門督と検非違使別当を辞す。
- 正応元年（1288年）8月20日、中宮大夫。同年10月27日には中納言、11月8日、権大納言。
- 正応4年（1291年）1月、元日内弁を勤める。
- 正応5年（1292年）5月15日、右近衛大将、6月25日、右馬寮御監、閏6月16日に右大将を止められ権大納言と中宮大夫も辞した。
- 永仁5年（1297年）8月25日、権大納言に還任し右近衛大将を兼ねる。同年10月16日、大納言、同月29日には右馬寮御監。
- 永仁6年（1298年）6月12日、任大臣の仰せがあり、23日に内大臣。9月21日、右大将を辞した。
- 正安元年（1299年）4月26日、右大臣。同年12月20日に上表して右大臣を辞した。
- 正安3年（1301年）1月6日、従一位。
- 嘉元3年（1305年）9月27日、亀山院崩御により素服を賜る。12月6日には除服の宣下、12月22日に左馬寮領である伊豆と伊予が召し上げられる。
- 延慶2年（1309年）3月19日、左大臣。同年6月15日、上表して左大臣を辞した。
- 応長元年（1311年）8月20日、出家し法名を静勝とする（戒師は栂尾の良明上人。）。
- 正和4年（1315年）9月25日、薨去。

## 逸話
『徒然草』第83段に公衡は登場する。太政大臣になれるのに敢えて左大臣止まりを選んだという公衡に感心して、洞院実泰が太政大臣への昇進を望まなかった、というのである。何事も上り詰めるのは良くない、と2人の左大臣を例に兼好は述べている。しかし、この2人の左大臣が太政大臣への昇進を自ら望まなかったというのは彼らの本心であったであろうか。本郷和人の言うように、西園寺家がどちらかというと持明院統派であり、公衡はしばしば大覚寺統と衝突したために太政大臣に昇進できなかったとすれば少々事情は異なってくる。

## 系譜
- 父：西園寺実兼
- 母：中院顕子 ‐ 中院通成娘
- 妻：中御門経子（遊義門院宣旨） - 中御門経任娘
  - 男子：西園寺実衡（1288-1326）
- 妻：藤原兼子 - 左馬助藤原光保娘
  - 男子：大宮季衡（1289-1346）
  - 長女：西園寺寧子（広義門院）（1292-1357） - 後伏見天皇女御、光厳天皇・光明天皇母
- 生母不明の子女
  - 男子：慈快
  - 女子：常盤井宮恒明親王御息所